# 18 janvier 1974
Le vendredi 18 janvier 1974 est le 18e jour de l'année 1974.

## Naissances
- Christoph Roodhooft, coureur cycliste belge et directeur sportif
- Claire Coombs, princesse de Belgique
- Elena Smurova, joueuse de water-polo internationale russe
- Frank Bill, écrivain américain
- Marco Geisler, rameur allemand
- Maulik Pancholy, acteur américain
- Morena Gallizio, skieuse italienne
- Steve Lomas, footballeur nord irlandais
- Thibaut Vallette, cavalier français de concours complet
- Tri Kusharjanto, joueur indonésien de badminton
- Vladimir Miholjević, coureur cycliste et directeur sportif croate

## Décès
- Bill Finger (né le 8 février 1914), dessinateur américain
- Madeleine Barjac (née le 20 avril 1883), actrice française
- Teresina Negri (née le 28 mai 1879), danseuse italienne

## Événements
- Accord du « kilomètre 101 » entre Israël et Égypte à la suite de la navette de Henry Kissinger des 10-18 janvier. Les forces israéliennes se retirent sur une ligne distante d’environ 20 km du canal de Suez. Une zone tampon est créée entre les deux armées et occupée par la FUNU.